# Служачи батьківщині
Служачи батьківщині — радянський художній фільм 1980 року, знятий на кіностудії «Узбекфільм».

## Сюжет
Історико-пригодницький політичний фільм про перші дипломатичні контакти Росії та Афганістану. Фільм відтворює історичні події 1830-х років. Прототип головного героя, російського офіцера Олексія Налимова, який брав участь в русі декабристів, — російський дипломат Ян Віткевич.

## У ролях
- Тимофій Співак — Олексій Налимов, поручик
- Михайло Кузнецов — Сицков
- Таміла Ахмедова — Дільбар
- Гіртс Яковлєвс — Олександр Бернс (озвучив Олександр Бєлявський)
- Геннадій Бессонов — козак
- Олег Василюк — козак
- Юрій Верьовкін — козак
- Йосип Кринський — козак/придворний
- Микола Погодін — козак
- Станіслав Соколов — козак/придворний
- Валентин Тюрін — козак
- Володимир Трещалов — козак
- Закір Мухамеджанов — Айюбхан, посол
- Хашим Гадоєв — Сардор Пештуні
- Джанік Файзієв — Каміл, брат Дільбар (озвучив Станіслав Захаров)
- Хабібулло Абдуразаков — емір (озвучив Фелікс Яворський)
- Віктор Соцкі-Войніческу — Хайдаралі (озвучив Олег Голубицький)
- Фуркат Ахмедов — Акбархан
- Кудрат Ходжаєв — Мірназир-хан (озвучив Володимир Балашов)
- Вапа Мухамедов — Карабашли
- Едуард Ізотов — Драймонд (озвучив Владислав Ковальков)
- Юрій Дедович — Лукомський
- Дмитро Бессонов — міністр (озвучив Станіслав Коренєв)
- Микола Мартон — лорд Окленд (озвучив Артем Карапетян)
- Вадим Михеєнко — корнет Тихомиров
- Ігор Михайлов — Іван Григорович (озвучив Юрій Чекулаєв)
- Шаріф Кабулов — епізод
- Віталій Ільїн — дуелянт (озвучив Рудольф Панков)
- Хабібулло Карімов — епізод
- Олексій Кожевников — секундант
- Віктор Терехов — конюх
- Ульмас Аліходжаєв — лікар (озвучив Костянтин Тиртов)
- Ігор Боголюбов — Орлов
- Шухрат Умаров — епізод

## Знімальна група
- Режисер — Латіф Файзієв
- Сценарист — Артур Макаров
- Оператор — Даврон Абдуллаєв
- Композитор — Володимир Мілов
- Художники — Володимир Артиков, Едуард Аванесов